# Деви-гита
Деви-гита (санскр. देवीगीता, IAST: devī-gītā — «Песнь Деви») — важный шактийский религиозно-философский текст, входящий в состав Девибхагавата-пураны (VII, 31-40). Вместе с Деви-махатмьей и Лалита-сахасранамой представляет собою одно из важнейших писаний для большинства шактийских школ и для школ тантрического шиваизма. Время написания Деви-гиты приблизительно определяется IX-м веком н. э. // начало второго тысячелетий н. э. — то есть, к периоду поздней Адвайта-веданты, влияние которой очень сильно отражено в тексте и отразилось вообще на всём шактизме. На позднее время создания указывает и тот факт, что в тексте встречаются цитаты из ранних и поздних упанишад. В тексте также очень сильно заметны следы таких текстов как «Атмабодха» Шанкары, «Панчадаши» Шри Видьяраньи, «Веданта-сары» Шри Садананда Сарасвати и других.

## Состав
Текст представляет собою частичную шактийскую кальку с Бхагавад-гиты в таких аспектах как схема текста, форма, суть и язык и более близка ей, чем многие другие гиты. Но если Бхагавад-гита, по сути, представляет собою сборник афоризмов в чём-то близкий Йога-сутрам Патанджали, то в Деви-гите идёт логическое выстроенное, последовательное и систематическое изложение и каждая глава посвящена лишь одной, строго определённой, теме. Также необходимо отметить, что Деви-гита, по сути, представляет собой частичный компиляционный текст и состоит из прямых цитат и пересказов более ранних текстов: так, III-я глава — «Лицезрение вселенского образа» — почти дословно повторяет текст Шримад-бхагавата-пураны (II, 1, 23-38).
По своей структуре Деви-гита стоит несколько особняком среди остальных текстов жанра «Гита». Причина в том, что практически все классические гиты представляют собою диалог между божеством и преданным: Кришна и Арджуна в Бхагавад-гите и Ану-гите; Кришна и Уддхава в Уддхава-гите; Шива и Рама в Шива-гите и т. д. Текст Деви-гиты так же описывает беседу — но в отличие от остальных гит, беседа ведётся между, с одной стороны, Богиней и группой богов, от имени которых к Богине обращается Химавант (владыка Гималаев).
Автор (или авторы) Деви-гиты, как и вообще авторы Деви-бхагавата-пураны, по сути, стояли на позициях «Тантры правой руки» (Дакшиначары) и не только признавали, но и превозносили авторитет как самих Вед, так и комплекса литературы шрути. Об этом свидетельствует как отсылки к суктам Вед, которые можно найти в тексте пураны, так и группа прямых цитат, например, Деви-гита I, 46:
Богиню Речь породили боги. На ней говорят животные всех обликов.
Эта наша дойная корова Речь, доящаяся сладостной пищей, пусть придет к нам, прекрасно восхваленная.Риг-веда VIII, 100, 11)
При этом в тексте содержатся открытые выпады против тех, кто не признаёт авторитета Вед и отвергает их, утверждая, что для Кали-юги имеют авторитет только тексты тантр (Деви-гита, IX, 16-20 и 25-28). Подобные моменты текста позволяют предположить, что автор (или авторы) или позднейший редактор (или редакторы) как самой Деви-гиты, так и Деви-бхагавата-пураны вообще, принадлежал к традиционной брахманической среде; хотя он и признавал авторитет тантр, но только в той степени, в которой они не противоречат самим Ведам (так называемый «вайдика-агамика индиузм»):
Кое-что в них противоречит Ведам, а кое-что согласуется.
И для следующих Ведам нет греха в принятии того, (что совпадает с Ведами). (31)
Но никоим образом к тому, что нарушает (установления) Вед, пусть не прибегает дваждырожденный,
И лишь тот, кто лишен доступа к Ведам, пусть прибегает к этому. (32)Деви-гита, IX, 31-32)

Ритуальные фрагменты как самой Деви-гиты (например, X, 21-23 и другие), так и Деви-бхагавата-пураны вообще, также подтверждают это предположение, прямо указывая на обязательность чтения ведийских сукт и мантр во время ритуалов, посвящённых Деви:
Пусть он удовлетворяет меня произнесением тысячи (моих) имен, (21)
Кавачи  и сукты, (начинающейся со слов) «Я с рудрами…»,  о господин,
Деви-атхарва-широ-мантр из упанишады, (начиная с) Хрилекхи, (22)
Великих мантр Махавидьи пусть он доставляет мне удовлетворение снова и снова. (23)Деви-гита, IX, X, 21b–23a)
При этом текст как самой Деви-гиты, так и текст Деви-бхагавата-пураны, признаётся важным текстом для подавляющего большинства шактийских школ — как для вайдика-агамика шактов, так и для тантрика (авайдика) направлений. При этом вторые, даже и отрицая важность и авторитет Вед, всё равно обращаются к шактийским моментам в литературе Шрути — но уже со своей, тантрической, интерпретацией.

## Содержание
Деви-гита состоит из 500 шлок и 10-ти глав — с 31-й по 40-ю — Сканда-парвы (VII-й книги) Деви-бхагавата-пураны:
| Глава I    | — «Явление Богини небожителям»                    | Вступительная глава. |
| Глава II   | — «Общий обзор метафизики»                        | Изложение философской базы. |
| Глава III  | — «Лицезрение вселенского образа»                 | Описание вселенского образа Деви. |
| Глава IV   | — «О знании и освобождении»                       | Изложение философской базы. |
| Глава V    | — «О йоге и мантрах»                              | Переложение основ классической и постклассической йоги; описание пяти асан, правила совершения пранаямы, мантра-йога и кундалини-йога.                 |
| Глава VI   | — «Знание Брахмана»                               | |
| Глава VII  | — «Йога преданности»                              | Целиком посвящена бхакти-йоге. |
| Глава VIII | — «О местах паломничества, обетах и празднествах» | Описание мест паломничества, куда, согласно преданию, упали фрагменты тела Сати; различные обеты и праздники.                                          |
| Глава IX   | — «О поклонении Богине»                           | Правила ведийского и тантрического ритуала почитания Богини. Упоминается практика использования янтр. Различия между внутренним и внешним поклонением. |
| Глава X    | — «О внешней пудже Богини»                        | Фактически является продолжение IX-ой главы — в ней приводится подробное описание внешней пудже Богине.                                                |

## Философия и метафизика
Шактизм, в основной массе своих школ, основной упор делает на философии Адвайта-веданты. И Деви-гита, как один из основных текстов традиции, неоднократно подтверждает это: причём философские фрагменты текста записаны как простые и чёткие утверждения, не оставляющие никаких разночтений. Для автора Деви-гиты Брахман — это единственная подлинная реальность, определяемая как Сат-чит-ананда (санскр. सच्चिदानंद, IAST: saccidānanda) (III, 2(2)). При этом Брахман полностью отождествляется с Богиней, точнее, с Сагуна-брахманом Адвайта-веданты — с Ниргуна-брахманом в шактизме отождествляется Шива. И Деви-гита целиком принимает адвайтийскую версию «Майи», иллюзорности мира, повторяя знаменитый пример о верёвке и змее:
Благодаря невежеству, (созданному) ей, мир является, подобный верёвке или гирлянде, принимаемой за змею.Деви-гита, I, 50a
Поэтому в сознании, образе моем, следует установить ум, лишенный опоры.
А все, что помимо образа сознания, есть иллюзорный, созданный майей мир.Деви-гита, IX, 45
И именно это отличает Деви-гиту (и вообще практически всю классическую литературу вайдика-шактизма) от более известной Бхагавад-гиты, для которой антитеза «Абсолют-Относительное» является одним из важнейших определяющих моментов, и которая ставит личное божество (Ишта-девату) выше безличностного Брахмана (Бхагавад-гита, V, 10; XIV, 3 и др.). В учении Деви-гиты антитеза «Абсолют-Относительное» не упоминается вообще, хотя и говорится о двух видах майи-пракрити:
1. собственно майе, состоящей из одной лишь саттвы,
2. авидье, включающей все три гуны.

Вообще философская и метафизическая база Деви-гиты, как одного из основных литературных источников шактизма, очень близка к шиваизму — в основном к школам вайдика-шиваизма, шиваитской веданте, наиболее яркими представителями которой являются школы Кашмирского шиваизма.

## Ритуальное применение
Хотя Деви-гита, как и вообще Деви-бхагавата-пурана, и не является ритуальным текстом, существует традиция рецитации этого текста во время крупных шактийских праздников: её читают и как в составе Деви-бхагавата-пураны, и как самостоятельный текст. Хотя и не так часто, как Деви-махатмью или Лалита-сахасранаму. Махеш Тхаккур (XVI век), автор «Дурга-прадипа», пишет: 
Следует рецитировать Деви-бхагавату ежедневно с преданностью и сосредоточением, особенно в Наваратри, с радостью, ради удовольствия Шри-Деви.
Также существует практика рецитации Деви-гиты во время домашнего богослужения — обычно в завершающей его части.

## Другие Деви-гиты
Необходимо отметить, что кроме Деви-гиты из Деви-бхагавата-пураны, существуют ещё две гиты, которые также называются Деви-гита:
1. Одна из них входит в состав Курма-пураны (I, 11, 1-336) и иногда называется Курма-деви-гита. Эту гиту рассказывает вторая аватара Вишну — Курма: Курма пересказывает беседу между Парвати и Химавантом, во время которой Химавант умилостивляет Парвати произнесением 1008 её имен и Парвати наставляет его и дарует ему лицезрение (даршан) своего вселенского образа.
2. Другая Деви-гита входит в состав Маха-бхагавата-пураны (главы 15-19). Её другое название — Парвати-гита. Так же как и Курма-деви-гита, она представляет собою диалог между Парвати и Химавантом; рассказчиком здесь выступает Шива. По мнению Брауна[1], Курма-деви-гита является первой и, соответственно, самой старшей из трёх; второй идёт Парвати-гита и третьей — Деви-гита из Деви-бхагавата-пураны.